# Stiphrosoma sabulosum
Stiphrosoma sabulosum är en tvåvingeart som beskrevs av Alexander Henry Haliday 1837. Stiphrosoma sabulosum ingår i släktet Stiphrosoma och familjen sumpflugor. Arten är reproducerande i Sverige. Inga underarter finns listade i Catalogue of Life.

## Bildgalleri

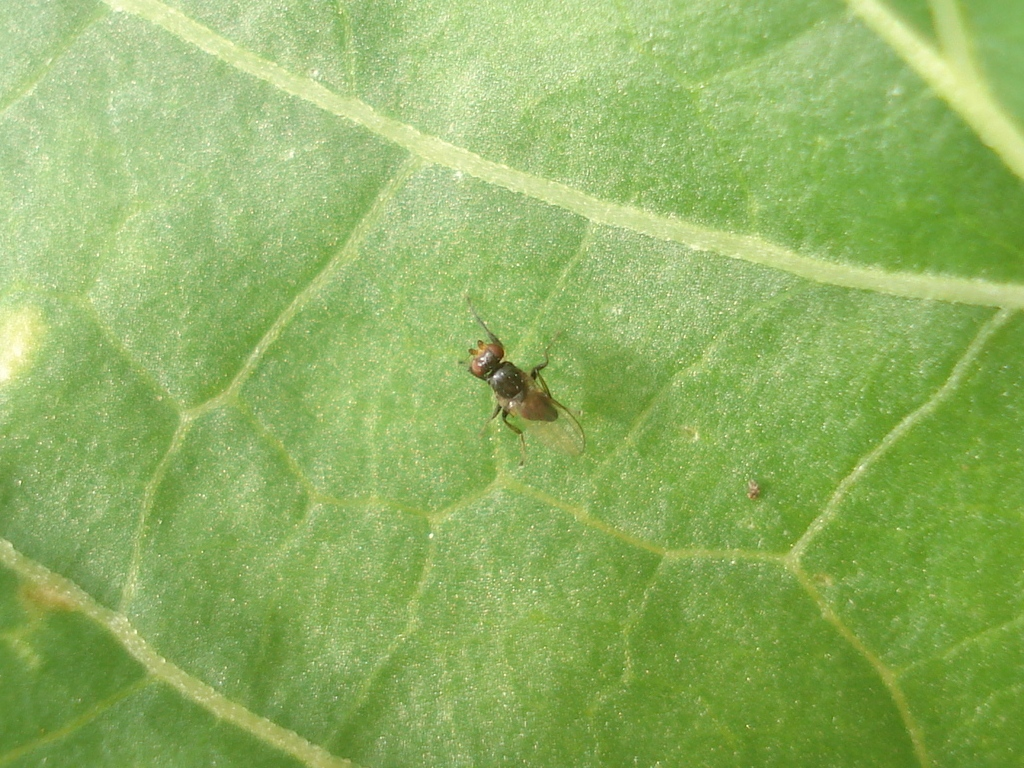
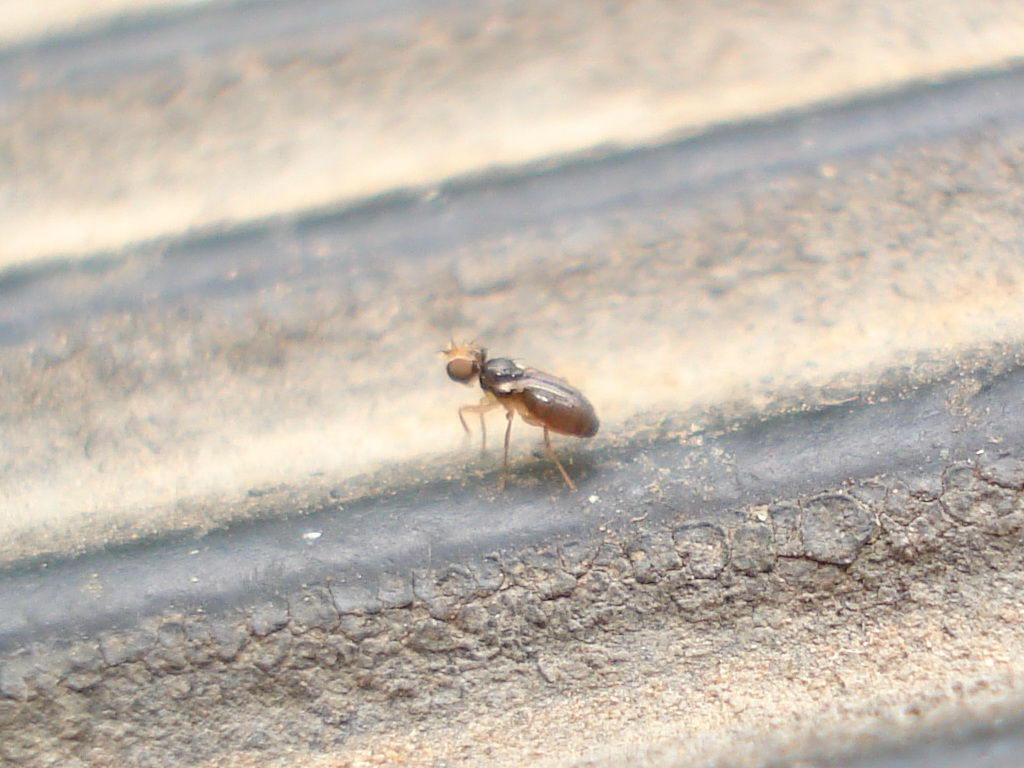